# Микуль-Городок (Октябрьский район)
Микуль-Городок (бел. Мікуль-Гарадок) — деревня в Любанском сельсовете Октябрьского района Гомельской области Белоруссии.

## География

### Расположение
В 20 км на восток от городского посёлка Октябрьский, 24 км от железнодорожной станции Рабкор (на ветке Бобруйск — Рабкор от линии Осиповичи — Жлобин), 244 км от Гомеля.

## Транспортная сеть
Транспортные связи по просёлочной, затем автомобильной дороге Октябрьский — Озаричи. Планировка состоит из прямолинейной широтной улицы, к которой на западе присоединяется короткая прямолинейная улица. Застройка неплотная, деревянная, усадебного типа.

## История
По письменным источникам известна с XIX века. В 1870 году застенок в Рудобельской волости Бобруйского уезда Минской губернии. В 1931 году организован колхоз «Ударник», работала кузница.
Во время Великой Отечественной войны немецкие оккупанты в апреле 1942 года полностью сожгли деревню и убили 67 жителей. Во время Гомельско-Речицкой операции 1943 года, когда войска Белорусского фронта приблизились к Октябрьскому району, партизаны 123-й бригады имени 25-летия БССР прорвали около деревни оборону немецких войск и установили сообщение с 37-й и 60-й стрелковыми дивизиями 65-й армии. С 28 ноября до 21 декабря 1943 года здесь действовали да называемые «Рудобельские ворота». В 1944 году оккупанты создали поблизости от деревни, на болоте, концлагерь для гражданского населения. 10 жителей погибли на фронте.
Согласно переписи 1959 года в составе колхоза имени Т. П. Бумажкова (центр — деревня Любань).

## Население

### Численность
- 2004 год — 22 хозяйства, 28 жителей.

### Динамика
- 1897 год — 3 двора, 46 жителей (согласно переписи).
- 1908 год — 4 двора.
- 1925 год — 29 дворов.
- 1940 год — 75 дворов, 302 жителя.
- 1959 год — 142 жителя (согласно переписи).
- 2004 год — 22 хозяйства, 28 жителей.